# Стреміноаса (Бакеу)
Стреміноаса (рум. Străminoasa) — село у повіті Бакеу в Румунії. Входить до складу комуни Плопана.
Село розташоване на відстані 262 км на північ від Бухареста, 29 км на схід від Бакеу, 61 км на південь від Ясс, 146 км на північний захід від Галаца.

## Населення
За даними перепису населення 2002 року у селі проживали 482 особи, усі — румуни. Усі жителі села рідною мовою назвали румунську.